# Роналд Янсен
Роналд Янсен (нід. Ronald Jansen, 30 грудня 1963) — нідерландський хокеїст на траві.
Олімпійський чемпіон 1996, 2000 років, бронзовий призер 1988 року.
Чемпіон світу 1998 року, срібний призер 1994 року.
Переможець Трофею чемпіонів 1996, 1998, 2000 років, бронзовий призер 1994 року.